# روبرت يشاري
روبرت يشاري (بالألبانية: Robert Jashari‏) هو لاعب كرة قدم ألباني في مركز الهجوم، ولد في مايو 1938 في تيرانا في ألبانيا، وتوفي بنفس المكان في 22 يناير 2022. شارك مع منتخب ألبانيا لكرة القدم. أما مع النوادي، فقد لعب مع بارتيزاني تيرانا.

## وصلات خارجية
- روبرت يشاري على موقع قاعدة بيانات كرة القدم.إي يو (الإنجليزية)
- روبرت يشاري على موقع ناشيونال فوتبول تيمز (الإنجليزية)
- روبرت يشاري على موقع عالم كرة القدم.نت (الإنجليزية)